# Ludwig von Herbeville
Ludwig Graf von Herbeville (auch Herberville, fälschlich auch Erbeville) (* 1635; † 24. Oktober 1709) war kaiserlicher Feldmarschall.

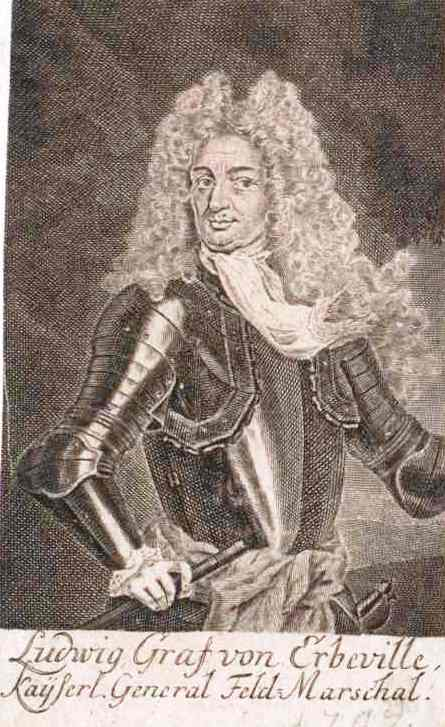
Ludwig Graf von Herbeville

## Leben
Die Familie von Herbeville stammte ursprünglich aus Lothringen.
Im Jahre 1683 stellte er das Coburger Dragonerregiment auf, mit dem er als Obrist-Inhaber während der zweiten Wiener Türkenbelagerung vor der Stadt eingesetzt war. Er kämpfte ebenfalls im Großen Türkenkrieg in Ungarn gegen die Osmanen. wo er sich verschiedentlich auszeichnete. 1688 wurde er zum Generalfeldwachtmeister, 1692 zum Feldmarschallleutnant und 1700 zum General der Kavallerie befördert.
Im Rahmen des spanischen Erbfolgekrieges befehligte er 1702 ein Korps an der böhmischen Grenze und eroberte 1703 Amberg. Ein Jahr später nahm er Stadtamhof und Straubing ein. Im selben Jahr wurde er zum Feldmarschall befördert und zum Oberbefehlshaber in Ungarn ernannt. Im Kuruzenkrieg besiegte er 1705 in zwei Schlachten Franz II. Rákóczi.
Herbeville zog dann nach Siebenbürgen, um den in Bedrängnis geratenen Ludwig Johann Bussy-Rabutin zu unterstützen. Er brachte Großwardein Entsatz und siegte am 11. November 1705 bei Sibo. Es gelang Klausenburg und die übrigen festen Plätze der Region in seine Hand zu bringen. Zusammen mit Bussy-Rabutin rief er die Landstände Siebenbürgens in Hermannstadt zusammen, damit diese dem Kaiser huldigten.
Im Jahr 1706 legte er sein Kommando aus Altersgründen nieder.
Der Feldmarschall wurde als erster Laie in der Domkapitelsgruft der Münchner Frauenkirche beigesetzt.